# Всеволод Ярославич
Все́волод Яросла́вич (в крещении Андре́й; 1030, Киев — 13 апреля 1093, Вышгород) — великий князь Киевский в 1077 и с 1078 года до конца жизни, первый князь Переяславский (1054—1073), князь Черниговский (1073—1078). Первый правитель Киева, использовавший титул «князь всея Руси» (отразившийся на его печатях).

## Биография

### Участник триумвирата
Четвёртый сын Ярослава Мудрого и Ингигерды Шведской. «Повесть временных лет» вкладывает в уста Ярославу фразу о том, что он любил Всеволода больше других сыновей. При жизни отца Всеволод не был его наместником в каком-либо городе и жил в Киеве при родителях. С 1054 по 1073 год — князь переяславский (Переяславля-Русского) и Ростовской земли, член так называемого «триумвирата Ярославичей» (вместе со старшими братьями Изяславом Киевским и Святославом Черниговским), принимал равное с ними участие в управлении государством (новая редакция «Русской правды», походы на кочевников, борьба со Всеславом Полоцким). Переяславская епархия (как и черниговская) была повышена в этот период до митрополии..
Всеволод вместе с братьями был разбит на Альте половцами, был в Киеве с Изяславом во время народного восстания, затем вместе со Святославом находился в Киеве, когда Изяслав повёл на Русь поляков.

### Княжение в Чернигове
В 1073 году триумвират распался: Святослав и Всеволод изгнали Изяслава, обвинив его в союзе с Всеславом полоцким против них. Всеволод перешёл в Чернигов, отдав Переяславль Давыду Святославичу. Изяслав не получил помощи от своих польских союзников, более того — в 1076 году Олег Святославич с Владимиром Всеволодовичем возглавляли русское войско в походе на помощь полякам против чехов.
В декабре 1076 года Святослав внезапно скончался. Всеволод занял его место, но уже через полгода вернул престол двинувшемуся на Киев с поляками Изяславу, не только удержав Чернигов, но и вернув Переяславль. Но против него поднялись племянники Олег Святославич и Борис Вячеславич с половцами и разбили его на р.Сожице. Всеволод бежал за помощью в Киев и вернулся вместе с Изяславом к Чернигову, который сел в осаду в отсутствие своих князей. Решающее сражение произошло 3 октября, в нём погибли Изяслав и Борис.

### Великое княжение
Всеволод окончательно занял киевский престол, по выражению летописца переима власть Русскую всю, несмотря на то что на Волыни и в Новгороде сидели соответственно Ярополк и Святополк Изяславичи. В 1079 году Олег с братом Романом вновь двинулся из Тмутаракани на Киев, но Всеволод подкупил половцев, которые убили Романа, а Олега отправили в Византию на остров Родос, где тот пробыл ещё пятнадцать лет; Тмутаракань перешла под контроль Киева.
Была продолжена ожесточённая борьба с Всеславом Полоцким, возобновившаяся сразу после смерти Святослава Ярославича. На рубеже 1070—1080-х годов Всеслав провёл поход под Смоленск, после чего Владимир Мономах провёл опустошительный поход на Полоцкое княжество, а затем второй поход с половцами, во время которого был захвачен Минск. Об этих и других событиях в более точных подробностях, чем «Повесть временных лет» (правда, без точной датировки, воспроизводя только их последовательность), сообщает «Поучение Владимира Мономаха». В частности, об эпизодах борьбы с половцами, когда те прошли до Стародуба, но были разбиты на Десне Владимиром Мономахом, ханы Асадук и Саук попали в плен, затем восточнее Новгорода-Северского был разбит хан Белкатгин. В начале 1080-х годов было проведено два подряд зимних похода против племенного союза вятичей. Их князь Ходота является последним упоминаемым в источниках племенным восточнославянским князем. Земля вятичей окончательно вошла в состав Черниговского княжества.
Важные события киевского княжения Всеволода Ярославича произошли на юго-западе Руси и закончились тем, что, по формулировке решения Любечского съезда, розданы города: Давыду — Владимир, Ростиславичам же: Володарю — Перемышль, Васильку — Теребовль. От Ярополка Изяславича бежали изгои, сыновья Ростислава Владимировича, старшие правнуки Ярослава Мудрого, и заняли Червенские города. Давыд Игоревич, перехватив торговую артерию в устье Днепра, добился от Всеволода удела, причём на Волыни. Таким образом столкнулись интересы Ярополка Изяславича с интересами Всеволода, и вскоре Ярополк погиб от руки наёмного убийцы в походе против Ростиславичей (1086). В 1088 году Всеволод дал Туров Святополку Изяславичу, посадив в Новгороде своего 12-летнего внука Мстислава Владимировича.
Внешняя политика при Всеволоде ознаменована интенсивными контактами со Священной Римской империей, за императора которой Генриха IV князь выдал замуж свою дочь, Евпраксию-Адельхайду, а впоследствии с римским папой Урбаном II, оппонентом Генриха. Вероятно, переход Руси в лагерь противников императора был связан со скандальным конфликтом Евпраксии и Генриха: дочь Всеволода бежала из Германии в Верону и предстала перед папой, обвиняя мужа в издевательствах над ней, оргиях и участии в сатанинских ритуалах.

По инициативе князя (видимо, вследствие контактов с Римом) на Руси был установлен праздник перенесения мощей святителя Николая Мирликийского в Бари, не празднуемый греческой церковью, всегда расценивавшей этот перенос как похищение.

## В «Слове о полку Игореве»
Были века Трояна, минули годы Ярослава, были и войны Олеговы, Олега Святославича. Тот ведь Олег мечом раздоры ковал и стрелы по земле сеял. Вступает он в золотое стремя в городе Тмуторокани, звон же тoт слышал давний великий Ярославов сын Всеволод, а Владимир каждое утро уши закладывал в Чернигове.

## Характер
Лаврентьевская летопись так характеризует Всеволода: «Издетства был боголюбив, любил правду, наделял убогих, воздавал честь епископам и пресвитерам, особенно же любил черноризцев, делая им пожертвования, сам воздерживался от пьянства и от похоти, за что и любил его отец более всех своих детей».

## Князь-полиглот
Всеволод Ярославич — один из самых образованных людей своего времени. Его сын, Владимир Мономах, в «Поучении» пишет, что его отец, «сидя дома», владел пятью языками. По-видимому, среди этих языков были шведский (язык матери Всеволода), греческий (язык его жены), а также, возможно, английский (язык его невестки, жены Владимира, Гиты Саксонской) и половецкий.

## Браки и дети
Всеволод был женат дважды: первый раз — на «Мономахине», дочери византийского императора Константина IX Мономаха Марии, умершей в 1067 году.
- Дети:
  - Владимир Всеволодович Мономах (1053— 1125)
  - Св. Янка Всеволодовна (Анна), умерла в 1112 году

Второй раз — на половецкой княжне Анне, умершей в 1111 году.
- Дети:
  - Ростислав Всеволодович (1070—1093) — князь переяславский
  - Евпраксия Всеволодовна (1069/1071 — 1109) — германская императрица
  - Екатерина (Ирина) Всеволодовна (ум. 11 июля 1108 г.)
  - Мария

## Записи о погребении Всеволода
О его погребении упоминает граффити в киевском соборе Святой Софии, открытое С. С. Высоцким и, позже, заново проанализированное А. А. Зализняком. Дмитр, дружинник Всеволода, записал, что «Андрея, русcкий князь благой», умер в среду «по обеде» и был погребён на другой день, в Великий Четверг 14 апреля 1093 года.
«Повесть временных лет» (текст по Ипатьевскому списку Ипатьевской летописи (Библиотека РАН шифр 16.4.4) содержит запись (перевод):
«В год 6601 (1093), индикта в 1-й год, преставился великий князь Всеволод, сын Ярославов, внук Владимира, месяца апреля в 13-й день, а погребен был в 14-й день; неделя была тогда Страстная, и день тогда был четверг великий, когда он положен был в гробу в великой церкви святой Софии».